# Pravica stvarnega bremena
Stvarno breme je stvarna pravica na tuji stvari, ki zahteva stvarnopravno podlago za ponavljajoče se pozitivne obveznosti (npr. dajatve ali storitve). 
Zavezanec je vsakokratni lastnik obremenjene nepremičnine, ki mora izpolniti obveznost imetniku pravice stvarnega bremena, ki pa je lahko določena oseba ali lastnik druge nepremičnine. Zavezanec odgovarja z vsem svojim premoženjem, neizpolnitev obveznosti omogoča imetniku zahtevek prek izvršbe na stvari, ki je zavarovana s pravico stvarnega bremena.

## Nastanek
Pravni temelj za nastanek pravnega bremena je lahko pravni posel ali zakon.
- Pravni posel je sestavljen s primerne pogodbe (pogodba o preužitku) in obveznega vpisa v zemljiško knjigo na podlagi zemljiškoknjižnega dovolila.
- Zakonito stvarno breme se ne vpisuje v zemljiško knjigo.

## Prenehanje pravice stvarnega bremena
Pravica stvarnega bremena preneha specifično na razmerje na katero je vezana.
Pravica, do katere je upravičen lastnik določenega zemljišča, preneha kot prenehajo stvarne služnosti. 
Pravica, do katere je upravičena določena oseba, preneha kot prenehajo osebne služnosti.